# 枣螺
枣螺（学名：Bulla vernicosa），是头楯目枣螺科枣螺属的一种。主要分布于印度尼西亚、中国大陆、台湾，常栖息在浅海珊瑚礁、岩石底、潮间带。